# Drzewo genealogiczne Czartoryskich herbu Pogoń Litewska

## Drzewo genealogiczne
- Konstanty (ok. 1335−1388/1392)
  - Gleb Konstantynowicz
  - Grzegorz Konstantynowicz
  - Wasyl Konstantynowicz (ok. 1375-1416) ∞ Jadwiga Kazimierzówna
    - Iwan Wasylewicz (†1489)
    - Aleksander Wasylewicz (†1477)
    - Michał Wasylewicz (†1489) ∞ Mira Niemir (†1504/1505)
      - Andrzej Michajłowicz (†1488)
      - Hanna Michajłowna (†1477)
      - Fiodor Michajłowicz (†1542) ∞ Zofia Sanguszko
        - Anna Fiodorowna
        - Fedora Fiodorowna
        - Anastazja Fiodorowna
        - Aleksander Fiodorowicz (1517-1571)
        - Iwan Fiodorowicz (†1566/1567) ∞ Anna Zasławska
          - Jerzy (ok. 1550-1626) ∞ 1) Aleksandra Wiśniowiecka (†1612), 2) Halszka Holowinska, 3) Zofia Lubomirska
            - 1) Aleksander (†1605)
            - 1) Adrian (†1618)
            - 1) Mikołaj Jerzy (zm. 1662) ∞ Izabela Korecka (†1669)
              - Kazimierz Florian (1620-1674)
              - Michał Jerzy (1621-1692) ∞ 1) Rozyna Małgorzata von Eckenberg (ok. 1625-1647/1648), 2) Eufrozyna Stanisławska (1629-1668), 3) Joanna Weronika Olędzka (†1729)
                - 3) Kazimierz (1674–1741) ∞ Izabela Elżbieta Morsztyn (1671-1758)
                  - Fryderyk Michał (1696-1775) ∞ Eleonora Monika Waldstein (1712-1795)
                    - Antonina (1728-1746) ∞ Jerzy Detloff Flemming (1699-1771)
                    - Konstancja (1729-1749) ∞ Jerzy Detloff Flemming (1699-1771)
                    - Józefa Aleksandra (1730-1798) ∞ 1) Michał Antoni Sapieha (1711-1760), 2) Michał Kazimierz Ogiński (1730-1800)
                    - Antoni (†1753)

                  - Aleksander August (1697–1782) ∞ Maria Zofia Sieniawska (1699-1777)
                    - Stanisław
                    - Elżbieta (1733 lub 1736-1816) ∞ Stanisław Lubomirski (ok. 1720-1783)
                    - Adam Kazimierz Joachim Ambroży Marek (1734–1823) ∞ Izabela Elżbieta Dorota Flemming (1746-1835)
                      - Teresa
                      - Maria Anna (1768-1854) ∞ Ludwik Fryderyk Aleksander Wirtemberski (1756-1817)
                      - Gabriela
                      - Zofia
                      - Adam Jerzy (1770–1861) ∞ Anna Zofia Sapieha (1799-1864)
                        - Witold (1822-1865)
                        - Izabella Elżbieta (1830-1899) ∞ Jan Kanty Działyński (1829-1880)
                        - Leon Jerzy
                        - Władysław (1828–1894) ∞ 1) Maria Amparo Desamparados Muñoz y de Borbón-Dos Sicilias (1834-1864), 2) Małgorzata Adelajda Maria Bórbon-d’Orléans (1846-1893)
                          - 1) bł. August Franciszek SDB (1858-1893)
                          - 2) Adam Ludwik (1872–1937) ∞ Maria Ludwika Joanna Julia Krasińska (1883-1958)
                            - Izabella Małgorzata Maria (1902-1929) Gabriel de Bourbon–Siciles
                            - Małgorzata (1904)
                            - Elzbieta Bianka Maria Konstancja (1905–1989) ∞ Stefan Adam Zamoyski (1904-1976)
                            - Augustyn Józef Antoni Maria Pius (1907-1946)
                              - Adam Karol Jezus Maria Józef (* 1940) ∞ 1) Nora de Picciotto (* 1942), 2) Josette Calil
                                - 1) Tamara Laura Maria Dolores Ludwika Ferdynanda Wiktoria (* 1978)

                              - Ludwik Piotr (1945–1946)

                            - Anna Maria (1914-1987) ∞ Władysław Alojzy Maciej Radziwiłł
                            - Władysław Maria Piotr Alkantry (1918-1978) ∞ Elżbieta York
                            - Teresa Maria Magdalena Joanna Elżbieta (1923-1967) ∞ Jan Groda–Kowalski
                            - Ludwik Adam Maria (1927-1944)

                          - 2) Witold Kazimierz Filip

                      - Konstanty Adam (1774–1860) ∞ 1) Aniela Radziwiłł, 2) Maria Dzierżanowska
                        - 1) Adam Konstanty
                          - Aniela Luiza
                          - Adam August
                          - Antoni Bogusław
                          - Helena Maria Plater–Zyberk
                          - Zdzisław Aleksander Tytus
                            - Elzbieta Maria Szołdrska
                            - Aleksander „Olgierd” Jan (1888–1977)
                              - Konstanty Stefan
                                - Karol Henryk
                                  - Marie Helene Clow
                                  - Karol Aleksander
                                  - Aleksandra Maria Emcinar

                                - Krzysztof Hubert Czartoryski
                                  - Natalia Czartoryska
                                  - Krzysztof Aleksander Czartoryski
                                  - Aleksander Stefan Czartoryski

                              - Cecylia Teresa Rostworowska
                              - Izabella Maria Bnińska
                              - Aleksander „Leszek” Czartoryski

                          - Tomasz Bogusław Czartoryski
                            - Aniela Maria Woroniecka
                            - Wanda Maria Czartoryska
                            - Elżbieta Helena Czartoryska
                            - Roman Władysław Czartoryski
                            - Maria Elżbieta Czartoryska
                            - Adam Tadeusz Czartoryski
                            - Jan Adam Czartoryski
                              - Maria Natalia Flemming
                              - Andrzej Zygmunt Czartoryski
                                - Anna Fleur de Laune Czartoryska
                                - Luisa Czartoryska – Bruseth
                                - Guy Czartoryski
                                  - Roger Adam Czartoryski (ur. 2001)
                                  - Magdalena Helena Czartoryska (ur. 2003)
                                  - Róża Karolina Czartoryska (ur. 2005)

                              - Zygmunt Sczęsny Czartoryski
                                - Krzysztof Arkadiusz Czartoryski
                                - Małgorzata Szydłowska
                                - Marek Czartoryski
                                - Izabella Ewa Kaczanowska
                                - Jerzy Antoni Czartoryski
                                  - Klaudia Czartoryska
                                  - Natalia Izabela Czartoryska
                                  - Konrad Jerzy Czartoryski
                                  - Adam Krzysztof Czartoryski (ur. 1935)
                                    - Michał Adam Czartoryski (ur. 1967)
                                    - Stefan Andrzej Czartoryski (ur. 1975)
                                      - Walther Adam Czartoryski (ur. 2007)

                              - Juliusz Klemens Czartoryski (ur. 1941)
                                - Konstanty Czartoryski (ur. 1981)

                              - Tytus Czartoryski (ur. 1945)
                                - Tytus Stanisław Czartoryski (ur. 1976)
                                - Lech Władysław Czartoryski (ur. 1985)
                                - Maria Joanna Czartoryska (ur. 1986)
                                - Cecylia Maria Czartoryska (ur. 1988)
                                - Brygida Maria Czartoryska (ur. 1994)

                              - Gustaw Maria Czartoryski (ur. 1954)
                                - Maria Zofia Zalewska (ur. 1979)
                                - Emilia Konstancja Skalska (ur. 1981)
                                - Helena Maria Belina – Brzozowska (ur. 1985)
                                - Jadwiga Maria Czartoryska (ur. 1987)
                                - Jan August Czartoryski (ur. 1990)
                                - Stanisław Olgierd Czartoryski (ur. 1993)
                                - Aniela Maria Czartoryska (ur. 1997)
                                - Teresa Maria Czartoryska (ur. 2001)

                        - 2) Maria Zuzanna de la Roche Pouchin
                        - 2) Aleksander Roman
                          - Marcel Adam
                            - Adam
                            - Rosalie Marie

                        - 2) Konstanty Maria
                        - 2) Jerzy Konstanty (1828–1912) ∞ Maria Joanna Čermak (1835–1916)
                          - Wanda Czartoryska (1862-1920)
                          - Witold Leon Czartoryski (1864-1945)
                            - Kazimierz Jerzy (1892-1936)
                            - Elżbieta (1904)
                            - Witold Tadeusz Nikodem Ignacy Jan (1908-?)

                          - Józef Adam (1867-?)
                            - Maria Anna Krasińska
                            - Maria Weronika
                            - Kazimierz Jerzy Czartoryski
                              - Antoni Stanisław Czartoryski
                              - Jadwiga Monika Belina Brzozowska
                              - Teresa Maria Rostworowska
                              - Maria Gabriela Czartoryska
                              - Anna Maria Golińska
                              - Andrzej Maria „Drył” Czartoryski
                                - Katarzyna Maria Rybińska
                                - Maria Helena Zorska
                                - Kazimierz Jerzy Czartoryski
                                  - Karolina Maria Czarniecka
                                  - Michał Piotr Czartoryski

                                - Michał Andrzej Czartoryski
                                  - Jakub Filip Czartoryski
                                  - Stefan Michał Czartoryski
                                  - Stanisław Kazimierz Czartoryski
                                  - Kazimierz Antoni Czartoryski

                              - Cecylia Maria Czartoryska
                              - Barbara Maria Czartoryska (* 1935)

                            - Jerzy Piotr Czartoryski
                            - Włodzimierz Alfons Czartoryski(1895-1975) ∞ Zofia Tyszkiewicz
                              - Paweł Maria Czartoryski (1924-1999) ∞ Weronika Helena Ponińska
                                - Witold Maria Czartoryski
                                  - Witold Gustaw Czartoryski
                                  - Konstanty Jerzy Czartoryski

                                - Irena Elżbieta Bylicka
                                - Maria Czartoryska

                              - Elżbieta Róża Maria (* 1926) ∞ Jan Sykstus Maria Kraiński
                              - Róża Maria Jadwiga Lukrecja (1928-2003) ∞ Antoni Mikołaj Radziwiłł

                            - bł. Michał (1897-1944), dominikanin
                            - Roman Jacek Maria (1898-1958) ∞ Teresa Janina Zamoyska (1902-1978)
                              - Elżbieta Maria Przewłocka (ur. 1927, zm. 2016[1])
                              - Zofia Teresa Lichniakowa (ur. 1927)
                              - Wanda Niemojewska
                              - Maria Jadwiga Radziwiłł (ur. 1930)
                              - Anna Maria Radziwiłł (ur. 1932)
                              - Urszula Stanisławska (1934-1998)
                              - Michał Czartoryski
                                - Agata Teresa Sikora
                                - Barbara Anna Czartoryska (ur. 1968)

                              - Stanisław Jan (ur. 1939)
                                - Anna Maria (ur. 1984), aktorka
                                - Michał Roman Czartoryski (ur. 1986)

                            - Stanisław Ignacy Czartoryski
                            - Elżbieta Czartoryska
                            - Adam Michał Józef (1906-1998) ∞ Jadwiga Stadnicka (* 1913)
                              - Jerzy Andrzej Bobola (* 1939) ∞ Grażyna Babiṅska (* 1951)
                                - Adam Maria (* 1973)
                                - Aleksander Jan Maria (* 1975)
                                - Dominik Witold Maria (* 1977)
                                - Izabela Gabriela (* 1980)

                              - Maria (* 1940) ∞ Potocki
                              - Izabela (* 1942) ∞ Caillot
                              - Jadwiga (* 1953)

                            - Witold Tadeusz Czartoryski
                              - Krystyna Maria Gromnicka
                              - Albrecht Rafał Czartoryski
                                - Aleksandre Gabriele Czartoryska
                                - Oliva Elizabetta Czartoryska
                                - Barbara Czartoryska
                                - Witold Jerzy Czartoryski

                            - Piotr Michał Wojciech (1909–1993) ∞ Anna Maria Zamoyska (1920-1983)
                              - Monika Maria Nicholson
                              - Krzysztof Piotr Czartoryski
                              - Joanna Maria Walentowicz

                  - Konstancja (1700–1759) ∞ Stanisław Poniatowski (1676-1762)
                  - Ludwika Elżbieta (1703-1745)
                  - Teodor Kazimierz (1704-1768)

            - 2) Andrzej
            - 2) Zofia (†1649/1650) ∞ Kazimierz Piaseczyński (†1659)
            - 2) Halszka ∞ Stanisław Firlej